# Ficus corneriana
Ficus corneriana är en mullbärsväxtart som beskrevs av C.C. Berg. Ficus corneriana ingår i släktet fikonsläktet, och familjen mullbärsväxter. Inga underarter finns listade i Catalogue of Life.